# 落叶女贞
落叶女贞（学名：Ligustrum lucidum f. latifolium）是木犀科女贞属女贞的变型。分布在中国大陆的江苏等地，见于低海拔丘陵林中，目前尚未由人工引种栽培。

## 扩展阅读
- 維基物種上的相關：落叶女贞